# Sega Rally (gra komputerowa 2007)
Sega Rally (w Ameryce Północnej wydana jako Sega Rally Revo) – komputerowa gra wyścigowa z serii Sega Rally. Umożliwia wybór samochodów z napędem na dwa i cztery koła oraz samochody klasyczne z lat 80. i 90. Polskim wydawcą gry jest CD Projekt.
W grze dostępne są cztery tryby:
- mistrzostw, w których czasie gracz mierzy się z serią wyścigów, każdy wyścig pozwala zdobyć punkty mistrzostw, co odblokowuje nowe samochody i wyścigi
- tryb szybkiego wyścigu
- wyścig z czasem, w którym gracz musi przejechać okrążenie w określonym czasie
- tryb dla wielu graczy, dzięki któremu zmierzymy się z graczami z całego świata, oraz porozmawiamy dzięki wbudowanemu czatowi.

Dużą nowością w grze jest system kształtowania nawierzchni, pozwala on na tworzenie kolein w drodze, głębszych lub płytszych zależnie od jej rodzaju. Dzięki temu każde okrążenie wygląda nieco inaczej. W grze występuje 15 tras oraz 10 tras w których przemierza się wybrane z poprzednich 15 tras w odwrotnym kierunku. Ścigać można się w scenerii Arktycznej, Tropikalnej, Alpejskiej, Pustynnej i Safari. W grze pilotem podczas jazdy jest Krzysztof Hołowczyc, do wyboru jest również angielski pilot.